# جانيت ليم
جانيت ليم (بالإنجليزية: Janet Lim Chiu Mei)‏ هي كاتِبة سنغافورية، ولدت في 14 يوليو 1923 في هونغ كونغ البريطانية في المملكة المتحدة، وتوفيت في 5 أغسطس 2014.